# Poema de Chile
Poema de Chile es una obra póstuma de la escritora chilena Gabriela Mistral publicada en 1967 por su albacea Doris Dana. Contiene 77 poemas escritos durante 20 años por la ganadora del Premio Nobel y que, al momento de su muerte, quedaron dispersos y algunos inconclusos.

## Argumento
El libro recorre la evocación de la geografía chilena desde una compleja perspectiva, en la que la fusión de la sabiduría popular, las creencias religiosas católicas y de diversas etnias y las figuras de la mitología griega, da paso a una serie de categorías que conforman un complejo intercultural asimilable a la idea del mestizo.

## Recepción
Para Doris Dana, este libro es fundamentalmente la expresión del recuerdo de su patria, en los últimos veinte años de su vida, evocación complementada con toda clase de informaciones, escritas y orales, solicitadas o halladas por azar, motivada por el afán de penetrar el ser mismo de la historia natural de Chile y de todos los problemas de su tierra; no afán literario, sino necesidad vital.

Es necesario dar a conocer cómo llegó a publicarse este libro póstumo de Gabriela Mistral. Ella, al morir, dejó inconclusa la obra. Durante los Últimos veinte años de su vida tuvo una preocupación continua: escribir poemas sobre toda suerte de asuntos relacionados con su país: cantar sus plantas, animales, los ríos, el mar, los lugares y sensibilizar los problemas del campesino y la reforma agraria; escribir para ella estos poemas no fue un afán literario sino una necesidad vital.
Párrafo de una carta al lector escrita por Doris Dana en el libro.

Varios estudios citan que esta obra se comienza a elaborar al salir de Chile en 1922 y la deja inconclusa al morir. Los manuscritos y varios testimonios indican que la autora le dedica a este libro intensamente sus últimos años, presintiendo su muerte. A medida que fueron pasando los años, cada poema fue registrando múltiples reescrituras y muchos quedaron sin terminar.
En la siguiente cita de una de sus cartas se aprecia la forma en que el acto de escribir sobre Chile se convierte en un acto mágico:

Con los años nos vamos reduciendo a escombro. ¡Cuánto temía esto yo cuando era una muchachita elquina que no se cansaba de trepar los peladeros buscando flores y piedras! Y cómo echo de menos los ojos de gavilán con que deletreaba las briznas más lejanas y hasta el temblor del pelaje de un conejo al otro lado del Valle. Tuve ese surco de surcos, mi Elqui patrio, más conocido para mí que mis versos o el mapa de mis manos, y me lo tuve por rebose de unos sentidos certeros y alertísimos. Nada de eso vuelve, queridos. Ahora, escribiendo estrofas de mi "Recado de Chile", huelo en el aire frío, atrapo el frescor de la nieve, un aroma llega roto por los pinares, y en el que reconozco, pobre de mí, las manzanillas que mi madre ataba para sus infusiones. Y me acude un aroma a brasero que es toda mi vida de maestrita pobre en escuela más pobre aún.

Los poemas parten con el titulado Hallazgo, y con Despedida será su final. «Ya me llama el que es mi Dueño...», así termina su último poema.
En un artículo de Santiago Daydí Tolson en la revista Signos de Valparaíso en 1969 señala que "Gabriela Mistral se acerca al hombre chileno por el camino sutil de una naturaleza delicadamente observada y con marcado tendencia a la personalización. Hay conciencia social e histórica en el poema, pero limpia de gérmenes políticos, abierta al juicio más idealizante de una raza embebida de su tierra cargado de esperanzas en el futuro".